# Евсевије, Неон, Леонтије и Лонгин
Свети мученици Евсевије, Неон, Леонтије и Лонгин су хришћански светитељи. Сва четворица су били војнички другови светог великомученика Ђорђа. Када су видели храбро трпљење и чудеса за време мучења светог Ђорђа ови војници су постали хришћани, због чега је наређено да буду посечени.
Српска православна црква слави их 24. априла по црквеном, а 7. маја по грегоријанском календару.